# Constante de couplage (théorie des cordes)
Pour les articles homonymes, voir Constante de couplage.

Lorsque la constante de couplage augmente, les surfaces d'univers contribuant significativement aux interactions sont de plus en plus compliquées. On a illustré ici une surface de genre 4.

Il existe deux constantes de couplage, la valeur moyenne dans le vide d'un champ scalaire précis (le dilaton) et {\displaystyle \alpha '\,} qui, si elle est correctement mesurée, fixe l'échelle de Planck. La constante de couplage d'une corde est un nombre positif étant donné qu'il s'agit de probabilités; la probabilité qu'une corde se divise en deux autres ou que deux cordes se fondent en une. Ce nombre est spécifique à chaque type de corde.

## Les interactions

### Interaction de particules
Lorsque particules et antiparticules se touchent, elle s'annihilent; selon la théorie quantique des champs elles s'annihilent en formant de l'énergie. Comme nous l'a dit Albert Einstein, la matière peut se former à partir d'énergie. Par conséquent, l'énergie créée par leur annihilation peut se transformer en un couple particule-antiparticule.

### Interaction de cordes
À l'instar des particules et anti-particules, les cordes peuvent s'unir, s'annihiler puis se reformer à partir d'énergie. Lorsqu'elle s'unissent, elle créent une nouvelle sorte de corde avec un nouveau mode de vibration. Ce mode de vibration est, en fait, celui d'un photon, quantum de l'énergie électromagnétique. Cette corde peut, ensuite, se reséparer pour recréer le couple de corde de départ (voir surface d'univers).

## Les balbutiements de lathéorie Met de lasupergravité
Lors de la conférence Strings' 95, Edward Witten a démontré que lorsqu'on augmente la constante de couplage de la corde hétérotique E d'un nombre très inférieur à 1 jusqu'à un nombre très supérieur à 1, la supergravité à onze dimensions naît. Cela peut paraître très étonnant, mais les équations ont démontré que cela était possible. Cela n'entre pas en contradiction avec la théorie de départ, qui dit que les cordes doivent évoluer dans 9 dimensions, car ces deux dimensions en plus ne sont pas des dimensions dans laquelle la corde peut évoluer, elles sont des dimensions qui composent la corde.

### Rapport de la théorie M (11 D) avec la théorie des cordes (10 D)
Une expérience similaire a été réalisée par un élève de l'Université de Princeton : en augmentant la constante de couplage de la corde hétérotique E, une nouvelle dimension apparaît : la corde gagne deux dimensions. Cela se déroule en 9 dimensions, donc deux nouvelles dimensions sont apparues. Puisque c'est à une forte constante de couplage que ce phénomène se produit, c'est cette dernière qui contrôle la hauteur et la largeur de la corde. La largeur de la membrane constitue la onzième dimension.

### Analogie avec la corde IIa
Il se passe la même chose avec la corde IIA, à ceci près qu'elle se gonfle à la manière d'un pneu (un tore, plus exactement). La constante de couplage est, là aussi, proportionnelle aux deux autres dimensions naissantes.